# Yorke Island Airport
Yorke Island Airport är en flygplats i Australien. Den ligger i den nordöstra delen av landet, 2 900 km norr om huvudstaden Canberra. Yorke Island Airport ligger 9 meter över havet.